# Phalacropterix apiformis
Phalacropterix apiformis är en fjärilsart som beskrevs av Rossi 1790. Phalacropterix apiformis ingår i släktet Phalacropterix och familjen säckspinnare. Inga underarter finns listade i Catalogue of Life.